# Большое Волково (Костромская область)
Большое Волково — опустевшая деревня в Макарьевском районе Костромской области. Входит в состав Нежитинского сельского поселения.

## География
Находится в юго-восточной части Костромской области на расстоянии приблизительно 56 км на юго-запад по прямой от районного центра города Макарьев в междуречье Унжи и Нёмды.

## История
Известна была с 1870 года, когда здесь было учтено 18 дворов, в 1897 -19).

## Население
Постоянное население составляло 105 человек (1870), 92 (1897), 119 (1907), 2 в 2002 году (русские 100 %), 0 в 2010.